# Ильинская (приток Васенькиной)
Ильинская — река в России, протекает по Архангельской области. Устье реки находится в 1 км от устья Васенькиной по правому берегу. Длина реки составляет 11 км.
В середине XX века Ильинская считалась притоком Ёнталы и имела длину 12 км.

## Данные водного реестра
По данным государственного водного реестра России относится к Двинско-Печорскому бассейновому округу, водохозяйственный участок реки — Северная Двина от впадения реки Вычегда до впадения реки Вага, речной подбассейн реки — Северная Двина ниже места слияния Вычегды и Малой Северной Двины. Речной бассейн реки — Северная Двина.
Код объекта в государственном водном реестре — 03020300112103000026077.